# 江惠貞
江惠貞 （1963年1月28日—），中華民國政治人物，新北市土城區人。曾任立法委員、板橋區長，2017年1月20日起擔任新北市果菜公司總經理。畢業於天主教輔仁大學中國文學系
，2011年回到輔大企管系唸書，並於2014年6月完成管理碩士在職班學業。
大學畢業後曾任教於東山高中國文老師，27歲時踏入政壇，曾擔任台北縣議員、國大代表、板橋市長、板橋區長等公職。曾表態反對同性婚姻。

## 簡介

### 家庭
江惠貞出生於傳統家庭，父親擔任台電的基層勞工，母親則是紡織工廠的女工。就讀輔仁大學期間，認識了來自彰化的同班同學曹永央，成對班對。兩人畢業後沒幾年即結婚，婚後育有兩子一女。江惠貞畢業後，由於男朋友抽到東引當兵，她當時以為東引在屏東縣（實為離島馬祖），想說在台中工作兩人比較有機會碰面，因此曾短暫於台中協助時任國民黨籍國大代表競選。後來至東山高中擔任國文老師。

### 步入政壇
1990年，因為父親的一句玩笑話，因緣際會的踏入政壇，27歲當選了第12屆台北縣議員，之後陸續擔任了國大代表、板橋市長、板橋區長，2012年1月當選為立法委員，在2016年尋求連任時落敗。
為了兌現選舉期間的承諾，提供在地鄉親更方便的服務，江惠貞於板橋區和溪崑地區成立服務處，設有免費的法律扶助時間，讓民眾可以和律師進行免費的法律諮詢。

## 爭議

### 指責社運人士
2014年太陽花學運期間，江惠貞認為佔領立法院與佔領行政院都可看出學生受過訓練，她懷疑不是單純的學運，並舉蓋達組織為例，受過訓的10歲小孩就是恐怖分子，不能用年紀來斷定；江惠貞稱看到學運中有些看似幫派份子混在其中，學生遭這些人煽動後就會有如蓋達組織的恐怖攻擊行為。在2014年林義雄反核四禁食行動與佔領忠孝西路事件等反核遊行之際，江惠貞也稱參與者「簡直就像失心瘋一樣，身心受創高度焦躁」，政府高層再不拿出辦法，將會野火燎原。

## 選舉紀錄
| 年度 | 選舉屆數               | 選舉區                 | 所屬政黨   | 得票數    | 得票率 | 當選標記 | 備註 |
| ---- | ---------------------- | ---------------------- | ---------- | --------- | ------ | -------- | ---- |
| 1990 | 第十二屆臺北縣議員選舉 | 臺北縣第四選舉區       | 中國國民黨 | 16,804    | 12.37% |          |      |
| 1991 | 第二屆國民大會代表選舉 | 臺北縣第二選舉區       | 中國國民黨 | 15,539    | 7.84%  | 婦女保障 |      |
| 1996 | 第三屆國民大會代表選舉 | 臺北縣第二選舉區       | 中國國民黨 | 31,093    | 12.54% |          |      |
| 2001 | 第五屆立法委員選舉     | 臺北縣第一選舉區       | 中國國民黨 | 24,125    | 4.84%  |          |      |
| 2005 | 任務型國民大會代表選舉 | 任務型國民大會代表選舉 | 中國國民黨 | 1,508,384 | 38.92% |          |      |
| 2005 | 第十屆板橋市市長選舉   | 臺北縣板橋市           | 中國國民黨 | 139,305   | 51.98% |          |      |
| 2012 | 第八屆立法委員選舉     | 新北市第七選舉區       | 中國國民黨 | 73,686    | 44.31% |          |      |
| 2016 | 第九屆立法委員選舉     | 新北市第七選舉區       | 中國國民黨 | 61,345    | 39.84% |          |      |

## 外部連結
- 立法院江惠貞資料 （页面存档备份，存于）
- 江惠貞臉書粉絲團

| 政府职务                           | 政府职务                                  | 政府职务            |
| ---------------------------------- | ----------------------------------------- | ------------------- |
| 板橋市公所                         |                                           |                     |
| 前任： 廖榮清（代理） 正任：林鴻池 | 板橋市市長 2006年3月1日—2010年12月24日    | 繼任： 改制為板橋區 |
| 板橋區公所                         |                                           |                     |
| 前任： 首任                        | 板橋區區長 2010年12月25日—2011年8月1日    | 繼任： 林純秀       |
| 立法院                             |                                           |                     |
| 新北市第7選區 （板橋區）           | 第八屆立法委員 2012年2月1日—2016年1月31日 | 羅致政              |